# كريس أندرسون

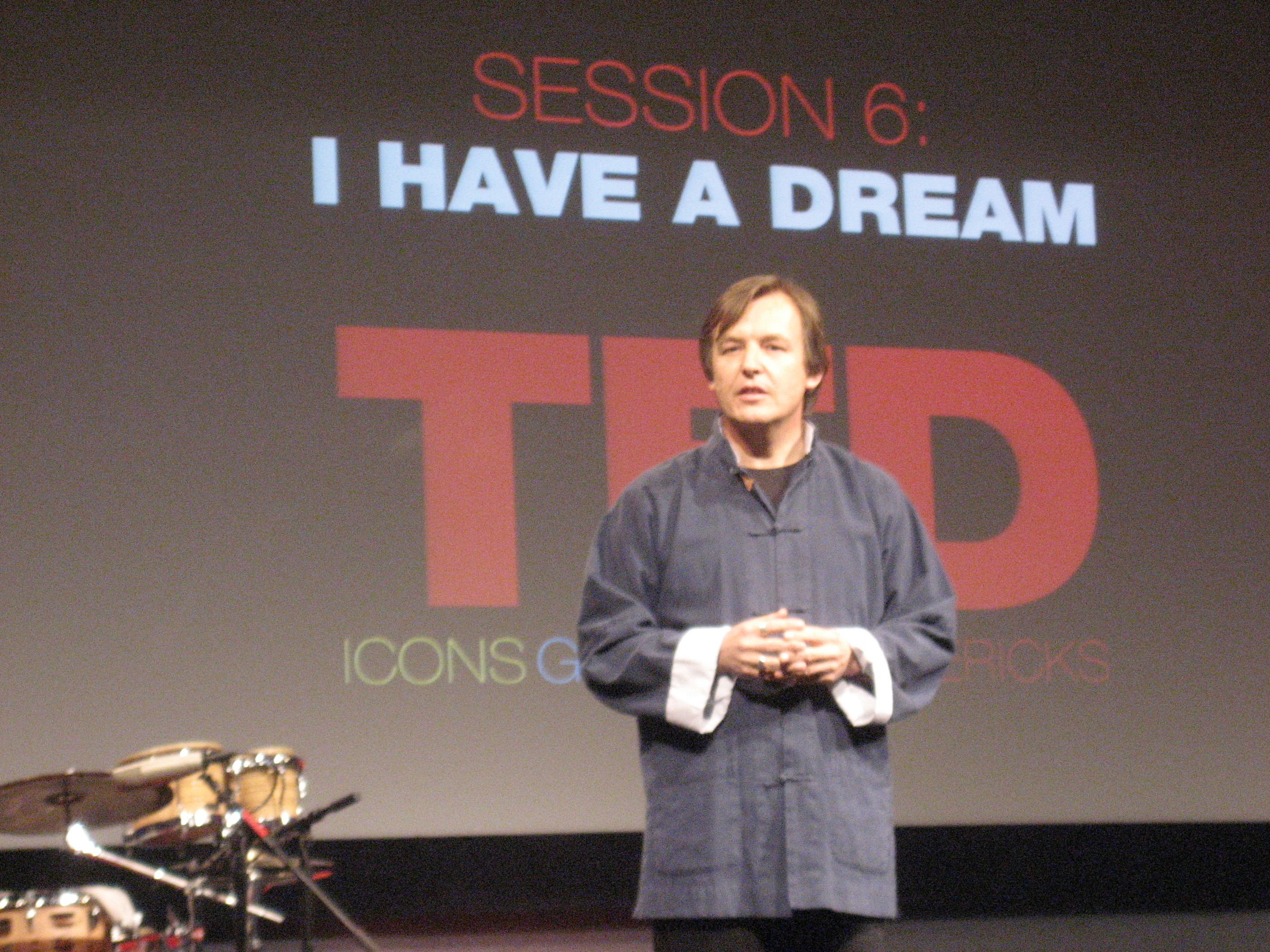
كريس أندرسون، عام 2007

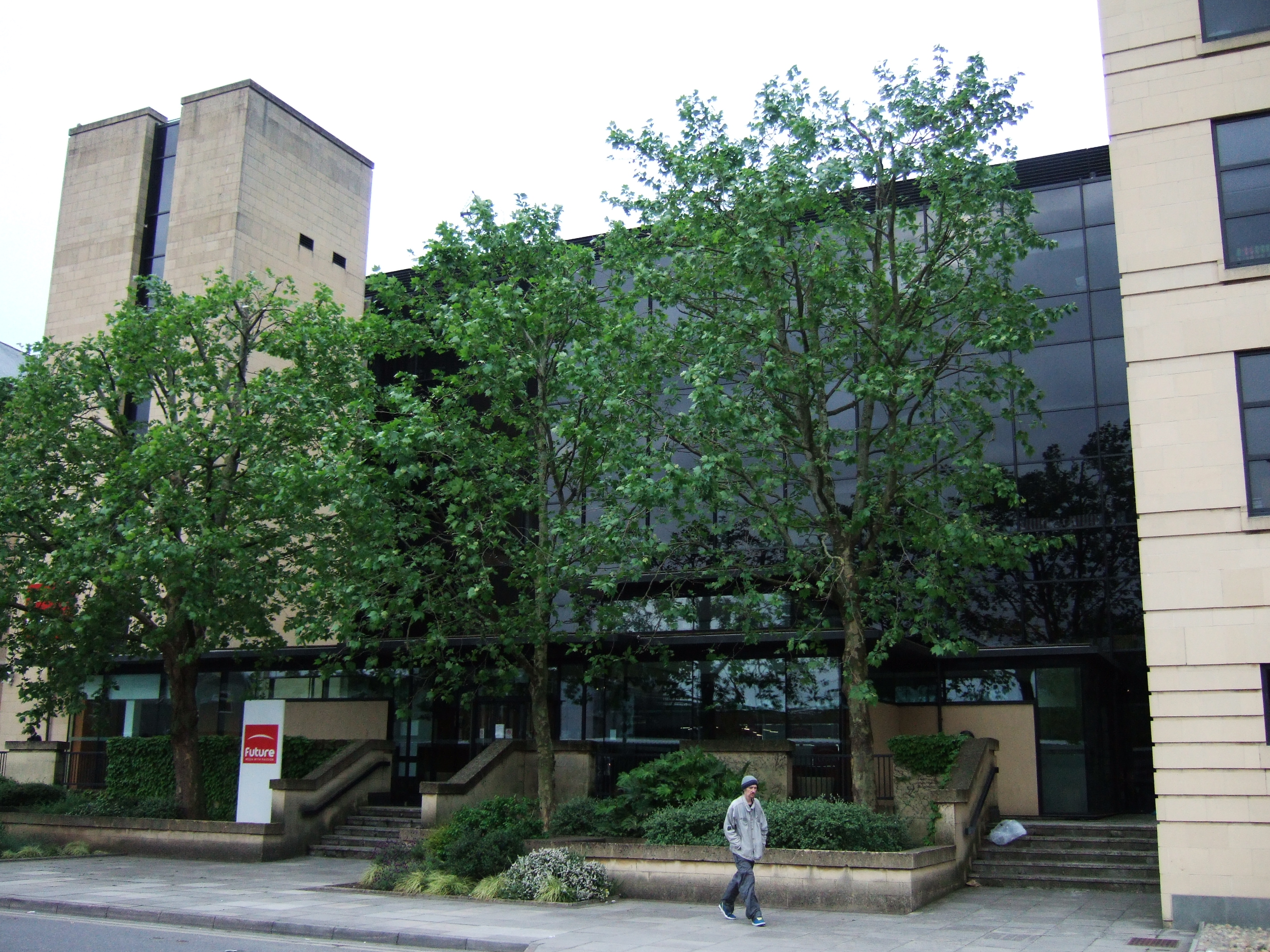
إحدى مقرات شركة فيوتشر بابلشينج في باث، بريطانيا

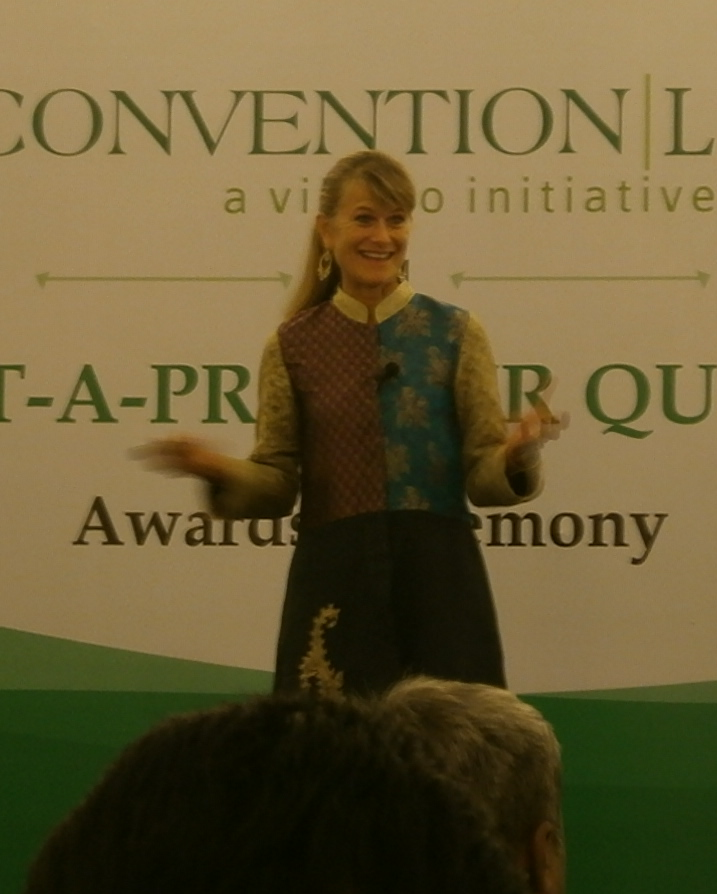
جاكلين نوفوغراتس زوجة أندرسون

كريس أندرسون (بالإنجليزية: Chris Anderson) (ولد عام 1957) مؤسس وصاحب مؤتمر تيد العالمي، منظمة غير ربحية تقدم محادثات مبنية على أفكار ملهمة وهدافة. يستضيف المؤتمر سنويا في فانكوفر، كولومبيا البريطانية، كندا. أسس في السابق شركة فيوتشر بابلشينج.

## السيرة الذاتية

### النشأة والتعليم
ولد أندرسون في قرية نائية في باكستان في عام 1957. كان والداة مبشرين طبيين. أمضى أندرسون حياتة الأولى في باكستان، الهند وأفغانستان. درس أندرسون في مدرسة وودستوك في جبال موسوري في الهيمالايا، أوتاراخند، الهند، قبل أن ينتقل لمدرسة مونكتون كومب، مدرسة داخلية في باث، إنجلترا.
إلتحق أندرسون بجامعة أوكسفورد حيث درس الفيزياء قبل أن يدرس الفلسفة، السياسة والإقتصاد. في عام 1978، تخرج من الجامعة حاصلا على درجة بكالريوس فلسفة.

### الحياة العملية
بدأ أندرسون حياتة العملية كصحفي في الصحف المحلية قبل أن يسافر ليغطي الأخبار في سيشل.
بالعودة إلى المملكة المتحدة في عام 1984، تأثر أندرسون بثورة الحواسب الآلية والتكنولوجيا الصاعدة، فأصبح محرر في إثنين من مجلات الكمبيوتر البريطانية الأوائل، مجلة ألعاب الكمبيوتر الشخصي ومجلة زد زاب 64. بعد مرور عام واحد، باستخدام قرض بقيمة 25,000 دولار أسس أندرسون فيوتشر بابلشينج.
ركزت الشركة الجديدة في البداية على نشر مقالات عن الحواسب الآلية. مع مرور الوقت توسعت المقالات لتصل إلى مجالات أخرى مثل ركوب الدراجات، الموسيقى، ألعاب الفيديو، التكنولوجيا والتصميم، فكان الإنتاج يتضاعف كل عام خلال سبع سنوات.
في عام 1994، إنتقل أندرسون إلى الولايات المتحدة حيث بنى شركة إيماجن ميديا. في عام 1999 دمج أندرسون الشركتين معا ليكون مقرهما الرئيسي في لندن، تحت اسم شركة فيوتشر يو إس. الشركة مسئولة عن نشر 150 مجلة وموقع. وصل عدد موظفين الشركة إلى 2000 آنذاك. ساعد هذا النجاح الباهر أندرسون في تأسيس مؤسسة سابلنج، مؤسسة خاصة غير ربحية.

#### مؤسسة سابلنج
يقع مقر المؤسسة الأساسي في مدينة نيويورك، نيويورك، الولايات المتحدة الأمريكية. وتمتلك الآن مؤتمر تيد العالمي. تصف المؤسسة أهدافها على النحو التالي:

#### مؤتمر تيد
في عام 2001، اشترت مؤسسة سابلنج حقوق ملكية مؤتمر تيد العالمي. تقوم المؤسسة بعقد اجتماع سنوي في مختلف المجالات كالتكنولوجيا، الترفية والتصميم في مدينة مونتيري، كاليفورنيا، الولايات المتحدة. ترك أندرسون شركة فيوتشر ليعمل بدوام كامل في تيد.
مع النجاح السريع للمؤتمر، كثر المحاضرين وتوسعت المواضيع لتشمل العلوم، إدارة الأعمال، القضايا العالمية الرئيسية والخبرات الشخصية. كثر العاملين في إدارة المؤتمر ليصل إلى 300 زميل. تم اعتماد جائزة تيد في عام 2005، تعطى الجائزة لتحقيق رغبات المشتركين الفائزين بتغيير العالم حسب ما أوضحت مشاركاتهم في فعاليات تيد، كانت قيمة الجائزة في البداية 100,000 دولار ولكن سرعان ما إرتفعت لتصل إلى حوالي مليون دولار.
في عام 2006، بدأ أندرسون بنشر بعد محادثات تيد على الإنترنت. شجع النجاح الفيروسي أندرسون على البدء في إعادة تعريف ماهية المنظمة ليصل في النهاية إلى التعريف الحالي:
«مبادرة إعلامية عالمية غير ربحية لأفكار تستحق الإنتشار».
في يونيو 2015، نشرت المؤتمر ما يقرب من 2000 محادثة على الإنترنت. يستطيع أي شخص مشاهدة المحادثات حيث أن المحادثات مجانية. تمت ترجمة المحادثات إلى أكثر من 100 لغة بمساعدة آلاف المتطوعين في جميع أنحاء العالم. قدرت عدد مشاهدات المحادثات إلى مليار مشاهدة تقريبا كل عام.
وإستكمالا لإستراتيجية «الانفتاح الجذري»، قدم أندرسون في عام 2009 مبادرة تيدكس، والتي تسمح للمنظمين المحليين بتنظيم محادثات تابعة لتيد من أي مكان في العالم، ليتم انعقاد أكثر من 10,000 مؤتمر في وقت قصير جدا، مما أجبر أندرسون على إنشاء أرشيف خاص بمؤتمرات تيدكس إحتوى آنذاك أكثر من 60,000 محادثة.
بعد مرور ثلاثة أعوام، تم تأسيس تيد التعليمي. الذي يوفر فيديوهات وأدوات تعليمية لكل من الطلاب والأساتذة.
في مايو 2016، نشر أندرسون كتاب بعنوان "TED Talks: The Official TED Guide to Public Speaking speaking". دخل الكتاب سريعا في قائمة نيويورك تايمز لأكثر الكتب مبيعا.

## الحياة الشخصية
أندرسون متزوج من جاكلين نوفوغراتز منذ عام 2008، مؤسسة والرئيس التنفيذي لشركة أكوامين، شركة رائدة في مجال الإستثمار. أندرسون أب لثلاث بنات، زوي، إليزابيث وآن. توفيت زوي البنت الكبرى في عام 2010 بالتسمم بغاز أول أكسيد الكربون.